# Félix Tomi
Félix Tomi, né le 31 août 2000 à Ajaccio, est un footballeur français. Il joue le plus souvent au poste de milieu excentré.

## Carrière
Félix Tomi est formé à l'AC Ajaccio. Il y fait ses débuts en équipe première en Ligue 2, le 14 décembre 2018, contre l'US Orléans (3-1), mais peine ensuite à s'y imposer. En 2020 il signe au Mans FC en championnat National, où il fait deux saisons pleines. En 2022 il rentre en Corse et signe au Gazélec Ajaccio, mais le club dépose le bilan et il signe au SC Bastia en janvier 2023, pour évoluer en équipe réserve. Il parvient progressivement à réintégrer le groupe professionnel et apparaît depuis régulièrement en Ligue 2. 

## Statistiques
| Saison                | Club                  | Championnat           | Championnat | Championnat | Coupe(s) nationale(s) | Coupe(s) nationale(s) | Total | Total |
| Saison                | Club                  | Division              | M.          | B.          | M.                    | B.                    | M.    | B.    |
| 2018-2019             | AC Ajaccio            | Ligue 2               | 10          | 0           | 1                     | 0                     | 11    | 0     |
| 2019-2020             | AC Ajaccio            | Ligue 2               | -           | -           | 3                     | 0                     | 3     | 0     |
| Sous-total            | Sous-total            | Sous-total            | 10          | 0           | 4                     | 0                     | 14    | 0     |
| 2020-2021             | Le Mans FC            | National              | 19          | 2           | 2                     | 0                     | 21    | 2     |
| 2021-2022             | Le Mans FC            | National              | 25          | 0           | 4                     | 0                     | 29    | 0     |
| Sous-total            | Sous-total            | Sous-total            | 44          | 2           | 6                     | 0                     | 50    | 2     |
| 2022-2023             | Gazélec Ajaccio       | National 3            | 11          | 6           | -                     | -                     | 11    | 6     |
| 2022-2023             | SC Bastia             | Ligue 2               | 1           | 0           | -                     | -                     | 1     | 0     |
| 2023-2024             | SC Bastia             | Ligue 2               | 20          | 1           | 1                     | 0                     | 21    | 1     |
| 2024-2025             | SC Bastia             | Ligue 2               | 22          | 5           | 4                     | 2                     | 26    | 7     |
| 2025-2026             | SC Bastia             | Ligue 2               | 1           | 0           | -                     | -                     | 1     | 0     |
| Sous-total            | Sous-total            | Sous-total            | 44          | 6           | 5                     | 2                     | 49    | 8     |
| Total sur la carrière | Total sur la carrière | Total sur la carrière | 109         | 14          | 15                    | 2                     | 124   | 16    |